# Răsare soarele
Răsare soarele este un film românesc din 1954 regizat de Dinu Negreanu. Rolurile principale au fost interpretate de actorii Andrei Codarcea și Corina Constantinescu. Este continuarea filmului Nepoții gornistului (1953).

## Prezentare
Filmul prezintă viața lui Cristea Dorobanțu în perioada celui de-Al Doilea Război Mondial. Dorobanțu  este un luptător comunist în clandestinitate care organizează sabotarea producției de armament la uzina Racoviceanu și a unui laborator pentru fabricarea explozibilului.

## Distribuție
- Andrei Codarcea ca Oprea Dorobanțu / Pintea Dorobanțu / Cristea Dorobanțu
- Corina Constantinescu ca Stanca Dorobanțu
- Tatiana Iekel ca Mura
- Marga Barbu ca Simina (menționată ca Margareta Butuc)
- Constantin Codrescu ca Ilieș
- Iurie Darie ca Miron
- Fory Etterle ca procuror
- Constantin Ramadan ca Leahu
- Marieta Sadova
- Ion Talianu ca Generalul
- George Vraca ca Dobre Racoviceanu
- Liviu Ciulei ca Buldogul
- George Vraca ca Dobre Racoviceanu
- Nucu Păunescu ca Andronie Ruja
- Tudorel Popa ca Nolly Racoviceanu
- Florin Scărlătescu ca Buricescu
- Gheorghe Ionescu-Gion ca Basil Popescu
- Eugenia Bădulescu ca Eliza
- Haralambie Polizu ca Profesorul Mihu
- George Manu ca Stănica
- Nicolae Tomazoglu
- Nana Ianculescu ca Margot

## Producție
Producția filmului a început la 12 ianuarie 1953; montajul fiind realizat în perioada mai–iunie 1954. Filmările exterioare au avut loc la Corbeanca, Secăria, Predeal, Câmpina și București; cele interioare au avut loc pe platourile Tomis, Floreasca și în strada Kirov.

## Primire
Filmul a fost vizionat de 1.224.413 de spectatori în cinematografele din România, după cum atestă o situație a numărului de spectatori înregistrat de filmele românești de la data premierei și până la data de 31 decembrie 2014 alcătuită de Centrul Național al Cinematografiei.